# Marco di Carli
Marco di Carli (Löningen, 12 april 1985) is een Duitse zwemmer. Hij vertegenwoordigde zijn vaderland op de Olympische Zomerspelen 2004 in Athene en op de Olympische Zomerspelen 2012 in Londen.

## Carrière
Bij zijn internationale debuut, op de Europese kampioenschappen kortebaanzwemmen 2003 in Dublin, veroverde Di Carli de bronzen medaille op de 100 meter wisselslag en werd hij uitgeschakeld in de series van de 50 meter rugslag.
Tijdens de Olympische Zomerspelen van 2004 in Athene eindigde de Duitser als achtste op de 100 meter rugslag.
Op de wereldkampioenschappen zwemmen 2005 in Montreal eindigde Di Carli als achtste op de 50 meter rugslag, op de 100 meter rugslag strandde hij in de series. Samen met Steffen Driesen, Jens Kruppa en Thomas Rupprath eindigde hij als vierde op de 4x100 meter wisselslag, op de 4x100 meter vrije slag eindigde hij samen met Stefan Herbst, Jens Schreiber en Leif-Marten Krüger op de zesde plaats. In Triëst nam de Duitser deel aan de Europese kampioenschappen kortebaanzwemmen 2005. Op dit toernooi eindigde hij als achtste op de 100 meter vrije slag, daarnaast werd hij gediskwalificeerd in de finale van de 50 meter rugslag en werd hij uitgeschakeld in de series van de 100 meter rugslag. Samen met Steffen Deibler, Jens Thiele en Jens Schreiber eindigde hij als vijfde op de 4x50 meter vrije slag.
Tijdens de Europese kampioenschappen zwemmen 2006 in Boedapest eindigde Di Carli samen met Steffen Deibler, Stefan Herbst en Jens Thiele als vijfde op de 4x100 meter vrije slag, op de 4x100 meter wisselslag eindigde hij samen met Helge Meeuw, Johannes Neumann en Benjamin Starke op de zevende plaats. Op de Europese kampioenschappen kortebaanzwemmen 2006 in Helsinki strandde de Duitser op al zijn afstanden in de series, samen met Steffen Deibler, Jens Schreiber en Michael Schubert werd hij gediskwalificeerd in de finale van de 4x50 meter vrije slag.

### 2009-heden
In Istanboel nam Di Carli deel aan de Europese kampioenschappen kortebaanzwemmen 2009. Op dit toernooi eindigde hij als negende op zowel de 50 meter rugslag als de 100 meter wisselslag, op de 50 meter vrije slag werd hij uitgeschakeld in de halve finales. Op de 4x50 meter vrije slag eindigde hij samen met Johannes Dietrich, Stefan Herbst en Christoph Fildebrandt op de vijfde plaats.
Tijdens de wereldkampioenschappen zwemmen 2011 in Shanghai strandde de Duitser in de series van zowel de 50 als de 100 meter vrije slag, samen met Markus Deibler, Benjamin Starke en Christoph Fildebrandt eindigde hij als zevende op de 4x100 meter vrije slag.
Op de Europese kampioenschappen kortebaanzwemmen 2012 in Debrecen eindigde Di Carli als zesde op de 100 meter vrije slag, op de 50 meter vrije slag werd hij uitgeschakeld in de halve finales. Op de 4x100 meter wisselslag veroverde hij samen met Helge Meeuw, Christian vom Lehn en Steffen Deibler de zilveren medaille, samen met Christoph Fildebrandt, Markus Deibler en Dimitri Colupaev eindigde hij als vijfde op de 4x100 meter vrije slag. In Londen nam de Duitser deel aan de Olympische Zomerspelen van 2012. Op dit toernooi strandde hij in de series van de 100 meter vrije slag, op de 4x100 meter vrije slag eindigde hij samen met Benjamin Starke, Markus Deibler en Christoph Fildebrandt op de zesde plaats. Samen met Helge Meeuw, Christian vom Lehn en Steffen Deibler zwom hij in de series van de 4x100 meter wisselslag, in de finale eindigden Meeuw, Vom Lehn en Deibler samen met Markus Deibler op de zesde plaats.

## Internationale toernooien
| Jaar | Olympische Spelen                                                                           | WK langebaan                                                              | WK kortebaan  | EK langebaan                                                                       | EK kortebaan                                                            |
| ---- | ------------------------------------------------------------------------------------------- | ------------------------------------------------------------------------- | ------------- | ---------------------------------------------------------------------------------- | ----------------------------------------------------------------------- |
| 2003 |                                                                                             | geen deelname                                                             |               |                                                                                    | 18e 50m rugslag · 100m wisselslag                                       |
| 2004 | 8e 100m rugslag                                                                             |                                                                           | geen deelname | geen deelname                                                                      | geen deelname                                                           |
| 2005 |                                                                                             | 8e 50m rugslag 20e 100m rugslag 6e 4x100m vrije slag 4e 4x100m wisselslag |               |                                                                                    | 8e 100m vrije slag DQ 50m rugslag 23e 100m rugslag 5e 4x50m vrije slag  |
| 2006 |                                                                                             |                                                                           | geen deelname | 5e 4x100m vrije slag 7e 4x100m wisselslag                                          | 19e 50m vrije slag 17e 50m rugslag 17e 100m rugslag DQ 4x50m vrije slag |
| 2007 |                                                                                             | geen deelname                                                             |               |                                                                                    | geen deelname                                                           |
| 2008 | geen deelname                                                                               |                                                                           | geen deelname | geen deelname                                                                      | geen deelname                                                           |
| 2009 |                                                                                             | geen deelname                                                             |               |                                                                                    | 16e 50m vrije slag 9e 50m rugslag 9e 100m rugslag 5e 4x50m vrije slag   |
| 2010 |                                                                                             |                                                                           | geen deelname | geen deelname                                                                      | geen deelname                                                           |
| 2011 |                                                                                             | 25e 50m vrije slag 19e 100m vrije slag 7e 4x100m vrije slag               |               |                                                                                    | geen deelname                                                           |
| 2012 | 18e 100m vrije slag 6e 4x100m vrije slag 6e 4x100m wisselslag Di Carli zwom enkel de series |                                                                           | geen deelname | 10e 50m vrije slag · 6e 100m vrije slag · 5e 4x100m vrije slag · 4x100m wisselslag | geen deelname                                                           |

## Persoonlijke records
Bijgewerkt tot en met 5 juni 2011
Kortebaan
| Afstand         | Tijd  | Datum            | Plaats    |
| --------------- | ----- | ---------------- | --------- |
| 50m vrije slag  | 21,58 | 13 december 2009 | Istanboel |
| 100m vrije slag | 47,79 | 14 november 2009 | Berlijn   |
| 50m rugslag     | 23,60 | 11 december 2009 | Istanboel |
| 100m rugslag    | 51,70 | 29 november 2009 | Essen     |

Langebaan
| Afstand         | Tijd  | Datum       | Plaats  |
| --------------- | ----- | ----------- | ------- |
| 50m vrije slag  | 22,14 | 3 juni 2011 | Berlijn |
| 100m vrije slag | 48,24 | 4 juni 2011 | Berlijn |
| 50m rugslag     | 25,53 | 26 mei 2005 | Berlijn |
| 100m rugslag    | 54,43 | 5 juni 2011 | Berlijn |